# 올림픽 러시아 제국 선수단
올림픽 러시아 제국 선수단은 러시아 제국 대표로 올림픽에 참가한 선수단이다. 러시아는 현대 올림픽에 여러 차례 참가했지만 역사상 다른 국가였다. 러시아 제국으로서 이 국가는 1900년 올림픽에 처음 참가했고 1908년과 1912년에 다시 복귀했다.
1917년까지 러시아 제국의 자치 지역이었던 핀란드 대공국에서는 1907년에 별도의 국가 올림픽 위원회가 창설되었다. 따라서 핀란드 팀은 이미 1908년과 1912년 올림픽에 참가했다.
1917년 러시아 혁명과 1922년 소련의 성립 이후 러시아 선수들이 1952년 하계 올림픽에서 소련처럼 다시 올림픽에 참가하기까지는 30년이 걸렸다. 1991년 소련이 해체된 후, 새로운 국가인 러시아 연방은 1992년 통일팀의 일원으로 출전했고, 마침내 1994년 동계 올림픽에 러시아로 다시 복귀했다.

## 메달 집계
| 대회                | 참가선수 | 금 | 은 | 동 | 합계 | 순위 |
| 1900년 파리         | 5        | 0  | 0  | 0  | 0    | –    |
| 1904년 세인트루이스 | 불참     |    |    |    |      |      |
| 1908년 런던         | 6        | 1  | 2  | 0  | 3    | 12   |
| 1912년 스톡홀름     | 159      | 0  | 2  | 3  | 5    | 16   |
| 합계                | 합계     | 1  | 4  | 3  | 8    | 84   |

## 같이 보기
- 분류:러시아의 올림픽 참가 선수